# 992 Свейзі
992 Свейзі (992 Swasey) — астероїд головного поясу, відкритий 14 листопада 1922 року.
Тіссеранів параметр щодо Юпітера — 3,210.